# Alejandro Chumacero
Alejandro Saúl Chumacero Bracamonte mais conhecido como Chumacero (La Paz, 22 de abril de 1991) é um futebolista boliviano, que atua como volante e que atualmente joga no Jorge Wilstermann.

## Clubes
Iniciou sua carreira no futebol no clube potência de seu país, The Strongest, ainda muito jovem. Ele foi promovido ao time adulto para a temporada de 2007, com 15 anos, em que estreou marcando um gol contra o Universitario de Sucre em uma vitória em casa por 2-1, marcando o primeiro do jogo.
A diretoria do Sport Club do Recife o contratou em julho de 2013, por cinco anos.
Estreou pelo Sport em 20 de agosto de 2013 na vitória da equipe contra o Náutico pela Copa Sul-Americana de 2013 - Segunda fase. Entrou substituindo a Camilo no final da partida.
Entretanto, sem muitas oportunidades no elenco titular, regressou ao The Strongest em janeiro de 2014.

## Seleção Nacional
Estreou pela Seleção Boliviana principal em 6 de setembro de 2011 em partida amistosa contra o Peru substituindo Wálter Flores.

## Títulos
The Strongest
- Liga de Fútbol Profesional Boliviano: 2011